# Sandra Luz López Barroso
Sandra Luz López Barroso (Oaxaca de Juárez, 1984) es una antropóloga, fotógrafa, cineasta y guionista mexicana galardonada a nivel internacional. Ha trabajado en diversos proyectos artísticos en la Costa Chica de Guerrero y Oaxaca en México. Se desempeñó como directora de fotografía en el cortometraje Inch Allah, dirigido por Angélica Romanini el cual obtuvo el primer lugar del Concurso Latinoamericano de Cortos por la Asociación Latinoamericana de Integración (ALADI). Artemio, su ópera prima como directora, fue galardonada con el New Talent Award en Sheffield International Documentary Festival de Reino Unido en 2017 y ha sido reconocida en otros festivales cinematográficos mexicanos e internacionales.

## Trayectoria
Sandra López Barroso nació y creció en Oaxaca, estado del suroeste de México. Incursionó en las artes en el Centro de Educación Artística (CEDART) donde tuvo sus primeros acercamientos a la fotografía y el cine. Al terminar sus estudios de bachillerato decide estudiar cinematografía por lo que se traslada a la Ciudad de México. En la capital de México la rechazaron en dos de las escuelas públicas de cine a las que se postuló. Sus padres le insistieron en que continuara sus estudios profesionales, y de esa manera podría quedarse a residir en la Ciudad de México. Se decidió por la Escuela Nacional de Antropología e Historia al enterarse de que se encontraba una rama de Antropología visual. Como parte de su formación en Etnografía realizó prácticas profesionales en el municipio de San Nicolás con el fin de desarrollar un proyecto sobre la Costa Chica, territorio ubicado entre Guerrero y Oaxaca. En esta comunidad desarrolló su investigación antropológica sobre el son de artesa, música tradicional entre los afromexicanos de esta región. Como parte de su tesis optó por elaborar un audiovisual, Son de Artesa, una historia de voces (2006-2007). Posteriormente, realizó proyectos adicionales en la Costa Chica de Oaxaca, particularmente en El Ciruelo para estudiar a las comunidades afromexicanas. También participó en un proyecto de comunicación comunitaria desarrollado para el Fondo Nacional para el Fomento de las Artesanías, llamado Manitas Mágicas, dirigido a niños de diferentes comunidades para la valoración de la actividad artesanal, cultura, historia y sus tradiciones.
Después de terminar sus estudios antropológicos, volvió a postularse en una escuela de cine, en esta ocasión en el Centro de Capacitación Cinematográfica (CCC). Para concluir sus estudios cinematográficos regresó a la Costa Chica con el propósito de documentar su proyecto final, el cual se inspiraba en mujeres afromexicanas y así surgió Artemio (2017), una historia sobre la vida de un niño que vivió en Estados Unidos, hasta su regreso con su madre a la costa chica de Guerrero. Este proyecto se originó en 2014 cuando estudiaba el cuarto año de la carrera de cine, es la continuación de un proceso creativo que inicio cuando estudiaba antropología. El documental fue exhibido en la Gira de Documentales Ambulante y en festivales de talla internacional como el Sheffield Doc Fest, donde recibió el premio New Talent Award en 2017. Seleccionado en Hot Docs Canadian International Documentary Festival, Toronto, Canadá, el Festival del Nuevo Cine Latinoamericano en La Habana, Cuba, True/False Film Fest en Estados Unidos entre otros.
Su siguiente documental, El compromiso de las sombras (2020) se inspiró en la muerte de su padre; se inspira en los rituales de despedida, el duelo personal y la relación con las mujeres que influyeron en su crianza. Aborda temáticas sobre las mujeres que conoció durante su estancia en Costa Chica, un acercamiento a la realidad de las mujeres, explorando los ritos funerarios de la comunidad afromexicana. Este documental recibió el Latin American Fund del Instituto Tribeca que brinda subvenciones, orientación profesional y una entrada a la industria de los Estados Unidos para largometrajes de cineastas innovadores originarios de América Latina y el Caribe.

## Filmes
- El compromiso de las sombras (2021).[18]
- Artemio (2017)
- Inc'Allah (2014)

## Reconocimientos
- Premio Puma de Plata. Mejor película. Festival Internacional de Cine UNAM. 2021.[19]
- Premio Eugenio Polgovsky. Mejor documental mexicano. Cinema Planeta Festival Internacional de Cine y Medio Ambiente de México. 2018.[20]
- Nominación al Mejor cortometraje documental en la LX edición de los Premios Ariel. 2018.[21]
- New Talent Award. Sheffield International Documentary Festival, Reino Unido. 2017.[22]
- Mención Especial a Largometraje Documental Mexicano. Festival Internacional de Cine de Morelia. 2017.[23]
- Mención Honorífica Documental Mexicano. Festival Internacional de cine de Guanajuato. 2017.[24]
- Mejor Documental Estudiantil. Muestra Internacional Documental de Bogotá (MIDBO). Premio José Rovirosa. 2017.[25]
- Premio Zanate Universitario. Festival de Documental Mexicano Zanate. 2017.[26]
- Primer lugar Concurso Latinoamericano de Cortos. Asociación Latinoamericana de Integración. Montevideo, Uruguay. 2016.[1]